# Белвал (Ардени)
Белвал (фр. Belval) насеље је и општина у североисточној Француској у региону Шампањ-Арден, у департману Ардени која припада префектури Шарлвил Мезјер.
По подацима из 2011. године у општини је живело 240 становника, а густина насељености је износила 48,58 становника/km². Општина се простире на површини од 4,94 km². Налази се на средњој надморској висини од 160 метара.

## Демографија
| 1962. | 1968. | 1975. | 1982. | 1990. | 1999. | 2011. |
| ----- | ----- | ----- | ----- | ----- | ----- | ----- |
| 114   | 120   | 107   | 140   | 156   | 197   | 240   |

График промене броја становника у току последњих година